# Dihelus kumaonensis
Dihelus kumaonensis là một loài tò vò trong họ Ichneumonidae.